# Schönwalde (Poméranie-Occidentale)
Pour les articles homonymes, voir Schönwalde.
Schönwalde est une municipalité allemande du land de Mecklembourg-Poméranie-Occidentale et l'arrondissement de Poméranie-Occidentale-Greifswald.